# Sergiusz Riabinin

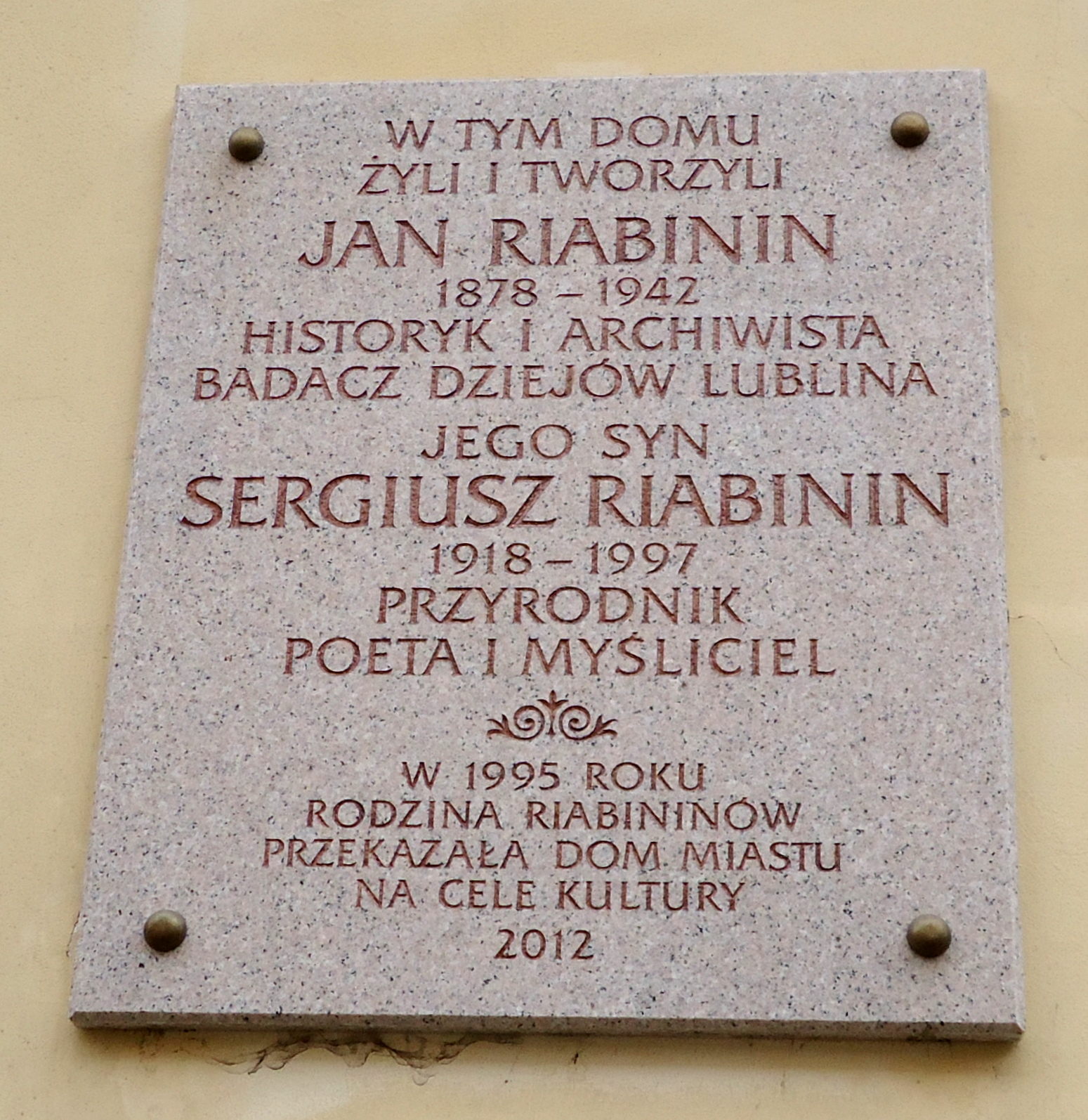
Tablica pamiątkowa na rodzinnej kamienicy w Lublinie

Sergiusz Riabinin (ur. 25 grudnia 1918 w Mariupolu, zm. 20 czerwca 1997 w Lublinie) – poeta, biolog i przyrodnik. Twórca teoretyczny i metodologiczny nowoczesnej fenologii.

## Życiorys
W 1936 roku rozpoczął studia na Uniwersytecie Jana Kazimierza we Lwowie, ale stopień magistra filozofii (w zakresie zoologii z anatomią porównawczą) uzyskał już na Uniwersytecie Marii Curie-Skłodowskiej w Lublinie w 1945 roku. Następnie pracował na Uniwersytecie Adama Mickiewicza w Poznaniu, gdzie w 1949 roku uzyskał stopień doktora nauk przyrodniczych, a w 1960 roku stopień doktora habilitowanego.
Od 1955 roku był współpracownikiem Polskiej Akademii Nauk. Utworzył w Lublinie Zakład Ochrony Przyrody PAN, którym kierował do 1960 roku. Był przewodniczącym lubelskiego oddziału Polskiego Towarzystwa Entomologicznego oraz przewodniczącym Zarządu Okręgowego Ligi Ochrony Przyrody. Zainicjował powstanie Zakładu Ochrony Przyrody i Fenologii na Uniwersytecie Marii Curie-Skłodowskiej, którego kierownikiem był w latach 1962–1987 (z niewielką przerwą). Od 1974 roku wykładał także na Katolickim Uniwersytecie Lubelskim. W 1989 roku przeszedł na emeryturę.

## Życie prywatne

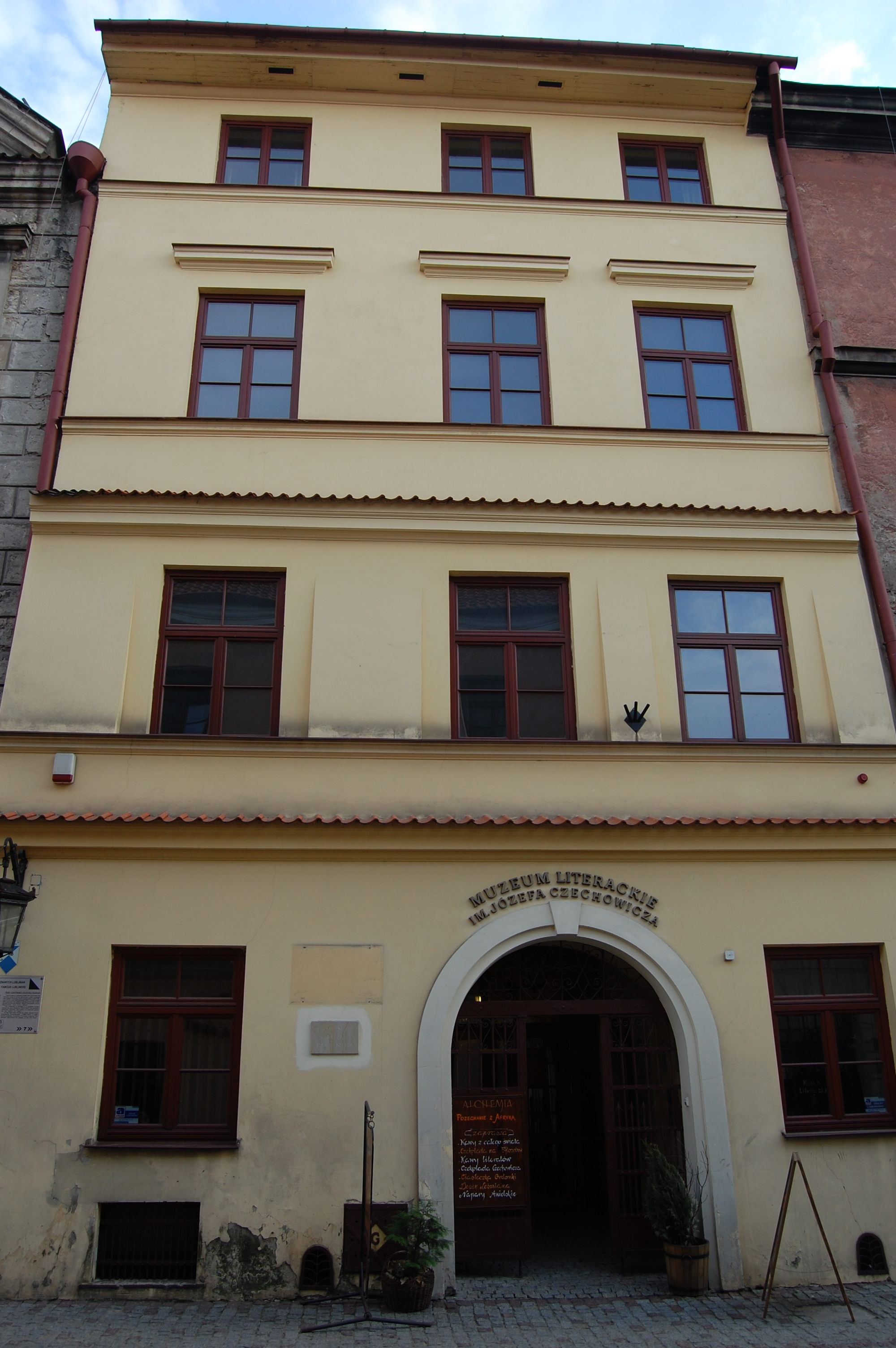
Należąca do rodziny Riabininów kamienica przy ul. Złotej 3 w Lublinie

Był synem archiwisty Jana Riabinina i Taisy z domu Krapiwun (Krapiwin) (1878–1961). Jego żoną była przyrodnik Danuta Riabinin z domu Podobińska (1921–2015). Małżeństwo nie miało dzieci. 
Sergiusz Riabinin zmarł 20 czerwca 1997 roku w Lublinie. Został pochowany na cmentarzu prawosławnym przy ulicy Lipowej.  
Przed śmiercią przekazał rodzinną kamienicę mieszczącą się przy ulicy Złotej 3 w Lublinie na rzecz społeczeństwa. Mieści się w niej Muzeum Józefa Czechowicza (Oddział Muzeum Narodowego w Lublinie).

## Badania naukowe
Był twórcą nowoczesnej fenologii, do której wprowadził nowe pojęcia. Prowadził badania z zakresu zoofenologii i ochrony przyrody (głównie dotyczące ptaków i owadów minujących). Opracował nowe metody badawcze nad sezonowymi rytmami biocenoz i krajobrazów (przekroje fenologiczne, akordy fenologiczne, izofeny zespołowe). Jego metody umożliwiające badanie środowiska przyrodniczego na poziomie biocenoz i ekosystemów uważane są za pionierskie. 
Zajmował się także ochroną przyrody. Od 1951 roku prowadził badania nad awifauną Lublina.

## Podręczniki i prace naukowe
- Obserwacje nad ptakami zadrzewień śródpolnych i pól śródleśnych Wandzina, Państwowe Wydawnictwo Naukowe, Warszawa 1958.
- Wyniki obserwacji nad fenologią owadów, ptaków i roślin, Polska Akademia Nauk. Komitet Ekologiczny, Warszawa 1958.
- W sprawie badań fenologicznych w polskich parkach narodowych, "Chrońmy Przyrodę Ojczystą", 1962, nr 1.
- Badania nad fenologią przyrodniczych środowisk Polski, "Annales UMCS" Sectio B, 25, 1971, nr 10.
- Wytyczne do prowadzenia badań fenologicznych w polskich parkach narodowych, "Chrońmy Przyrodę Ojczystą", 1973, nr 5.
- Miasto, teren szkolnych wycieczek biologicznych: przewodnik terenowy, (wraz z Danutą Riabinin), Wydawnictwa Szkolne i Pedagogiczne, Warszawa 1975.
- Badania nad fenologią biocenoz górskich, "Annales UMCS" Sectio B, 27, 1972, nr 11; 28, 1973, nr 13; 35, 1981, nr 17; 37, 1982, nr 14; częściowo wspólnie z Danutą Riabinin.
- Znaczenie badań nad fenologią biocenoz górskich dla bioklimatologii, "Problemy Uzdrowiskowe", 1981, nr 1-4.
- Szkolne wycieczki przyrodnicze dla niewidomych: przewodnik terenowy, (wraz z Małgorzatą Olearnik i Danutą Riabinin), Wydawnictwa Szkolne i Pedagogiczne, Warszawa 1983.
- Poznajemy żywą przyrodę: propozycje wybranych dydaktycznych zajęć terenowych z zakresu biologii środowiskowej, (wraz z Małgorzatą Olearnik i Danutą Riabinin) Uniwersytet Marii Curie-Skłodowskiej, Lublin 1989.
- Sezonowe rytmy przyrody (w terminologii przyrodnika-fenologa Sergiusza Riabinina i ujęciu przyrodnika-grafika Zbigniewa Jóźwika), Lublin 1989 (album).

## Twórczość poetycka
Sergiusz Riabinin jest autorem ponad siedemdziesięciu wierszy, esejów i refleksji o tematyce religijnej i przyrodniczej, które ukazały się w czasopismach (utwory pojedyncze) oraz kilkunastu tomikach poezji. Wiele z nich wywodziło się z tradycji franciszkańskiej. W roku 1993 wydane zostały również jego fraszki dedykowane nauce i naukowcom (tomik pt. Nie pisz pan fraszek...) opatrzone ilustracjami Zbigniewa Jóźwika.

## Tomiki wierszy
- Sankta Francisko: poeziaĵoj. Omaĝe al Povrulo el Asizo, kiu de ok jarcentoj inspiras ŝirmi kaj protekti la homon kaj la naturon, (wydanie w języku esperanto), Rzym 1977.
- Bezsilne są kolczaste druty, Niepokalanów 1983.
- Prowadź, święty Franciszku, Niepokalanów 1987.
- Chodzić po ziemi jak po świątyni: poezje, wybór, wstęp i red. Alicja Stępniewska, Fundacja Jana Pawła II. Polski Instytut Kultury Chrześcijańskiej, Rzym 1988.
- "Rosnąć można tylko z ziemi...": o ochronie przyrody nieco inaczej, Lublin 1990.
- Drzewo wszechświata: strofy o Krzyżu, Lublin 1991.
- Matce Bożej, Niepokalanów 1992.
- Nie pisz pan fraszek..., Wydawnictwo Uniwersytetu Marii Curie-Skłodowskiej, wyd. 1, Lublin 1993 (wyd. 2, 2014).
- Ecce homo: (strofy dedykowane świętemu Bratu Albertowi Chmielowskiemu), Kraków 1995.
- Ekumeniczne strofki wierzącego przyrodnika, Lublin 1995.
- Lecz ja chcę znaleźć białego kruka..., Lubelskie Towarzystwo Miłośników Książki, Lublin 1996.
- Bo świat jest Bożym listem...: (religijne wiersze badacza przyrodnika), wybór i red. Alicja Stępniewska, Wydawnictwo Ojców Franciszkanów, Niepokalanów 1996.

## Odznaczenia
- Złoty Krzyż Zasługi (1973)[1]
- Krzyż Kawalerski Orderu Odrodzenia Polski (1983)[1]
- „Zasłużony dla Lubelszczyzny ”(1987)[1]